# Cubaia aphrodite
Cubaia aphrodite är en nässeldjursart som beskrevs av Mayer 1894. Cubaia aphrodite ingår i släktet Cubaia och familjen Olindiasidae. Inga underarter finns listade i Catalogue of Life.